# Orectogyrus kaszabi
Orectogyrus kaszabi is een keversoort uit de familie van schrijvertjes (Gyrinidae). De wetenschappelijke naam van de soort is voor het eerst geldig gepubliceerd in 1967 door Ochs.